# 三足鳖
三足鳖是《山海经·中山經》中紀載的妖怪，最早记载于《山海经中山经》。样貌如同只有三只脚的鳖，尾巴有分叉，传说人吃了可以防蛊疾。据说是鲧死后化为三足鳖。
《庚巳集》则记载如果误食的人会化为血水只剩下头发和耳朵。
《尔雅.释鱼》里三足鳖别称“能”，束皙《发蒙记》三足鳖另别称“熊”

## 其他记载
- 《尔雅.释鱼》云：“鳖，三足，能。则不知所谓能者，为熊或为鳖。；龟三足，贲。
- 《述异记》云：“陆居曰熊，水居曰能。”
- 束皙《发蒙记》云：‘鳖三足曰熊。’”由是言之，熊者熊字之讹，熊即能，此三足之能，既可居陆，亦可居水，
- 徐灏《说文解字注笺》“能”字下，谓改熊字，下体作三点，以为三足鳖，此为世俗所造。

## 参看
中国妖怪列表